# Queen Victoria Market

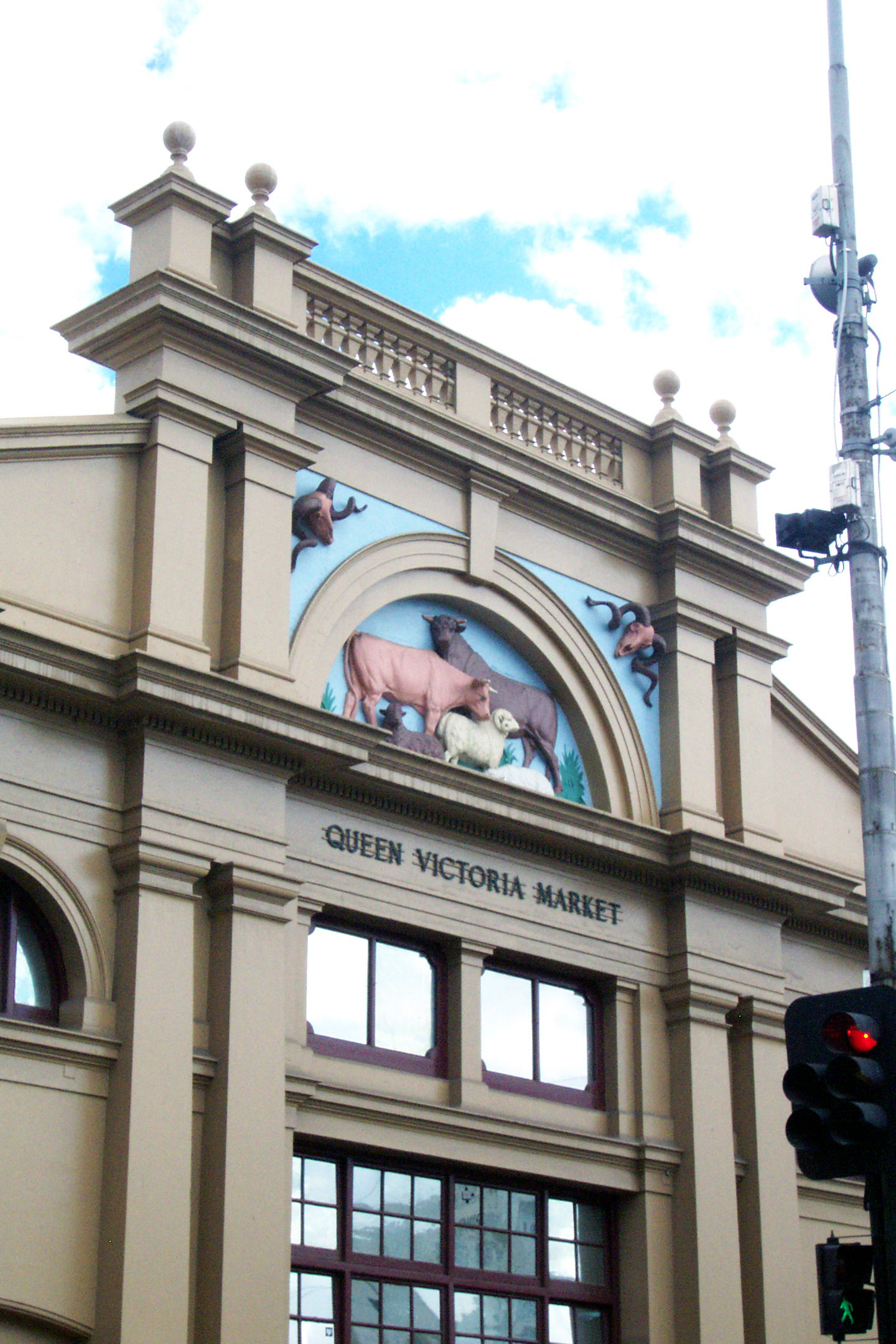
Facciata del Queen Victory Market

Il Queen Victoria Market, conosciuto anche come the Queen Vic Markets or the Queen Vic, e localmente come Vic Market (in italiano: Mercato della Regina Vittoria) è uno dei principali luoghi di Melbourne (Australia) e con i suoi 7 ettari è il più grande mercato all'aria aperta dell'emisfero meridionale.
Il mercato prende il nome dopo che la Regina Vittoria che governo l'impero britannico tra il 1837 ed il 1901.
Il mercato è stato messo nella lista del Victorian Heritage Register (Registro ereditario vittoriano). 
Il Queen Victoria Market è l'unico mercato ottocentesco sopravvissuto nel distretto finanziario della città. Gli altri due mercati: Il Mercato orientale (Eastern Market) e occidentale (Western Market) furono chiusi negli anni '60 del XX secolo.